# Black Cat (манга)
Black Cat (яп. ブラックキャット Буракку кятто) — манга, созданная Кэнтаро Ябуки. Первая глава манги вышла 6 января 2001 года, а последняя — 4 октября 2004 года. Манга выходила в японском журнале Shonen Jump издательства Shueisha. Всего вышло 20 томов, и манга официально считается законченной. На основе манги студией «Gonzo» было снято аниме. Всего вышло 24 серии, каждая из которых длится 24 минуты. Аниме было снято режиссёром Сином Итагаки и транслировалось на японских каналах Animax и TBS с 7 октября 2005 по 31 марта 2006 года. Также имеется специальный эпизод, выпущенный 26 июля 2006 года. По хронологии он имеет номер 14,5.

## Сюжет
Организация «Хронос», стремящаяся к миру во всём мире, контролирует треть экономики планеты. Эта организация необходима для поддержания баланса в мире, и поэтому нужно её охранять. С этой целью на «Хронос» работают тринадцать элитных убийц, которых называют Номерами Хроноса. Каждый из них владеет уникальным оружием, выкованным из редкого сплава ртути, свинца, олова, меди, серебра, золота и стали — орихалкона, для плавки которого необходимо особое положение звезд, поэтому его можно получить раз в 25 лет.
Главный герой сериала — Трейн Хартнет, Тринадцатый Номер Хроноса, также печально известный как Чёрный Кот. После недолгого знакомства с Чистильщиком (лицензированным охотником за головами) по имени Сая Минацуки Трейн перестаёт придерживаться морали и ценностей «Хроноса», сменяя их на свои собственные. Вместо того чтобы убивать своих жертв по приказам «Хроноса», Трейн просто оглушает их с помощью Гадеса (своего орихалкового пистолета). Это ухудшает отношения между ним и лидерами «Хроноса», и в конце концов Трейн покидает организацию. Крид Дискенс, очень привязанный к нему, недоволен тем, что Сая изменила жизнь Чёрного Кота, и убивает её.
Спустя полгода Трейн, ставший Чистильщиком, снова встречается с Кридом во время путешествия со своими партнёрами, Свеном Вольфидом и Евой. Трейн думал, что он мёртв, но это оказалось не так. На самом деле Крид завладел огромной силой, используя старинные заклинания Тао, которые «Хронос» считал утерянными после войны, прошедшей двенадцатью годами ранее. Найдя последователей и обретя силу, с которой не справится никто, включая Номера Хроноса, Крид клянётся заставить Трейна присоединиться к нему. Трейн должен выбрать, что для него важнее: друзья и новая жизнь или месть Криду, который угрожает уничтожить «Хронос» и начать всемирную революцию.

## Медия

### Манга
Манга «Black Cat», написанная и проиллюстрированная Кентаро Ябуки, выпускалась в Японии корпорацией Shueisha в журнале Weekly Shonen Jump с 2001 по 2004 год. 185 глав манги были разделены на 20 танкобонов, выпущенных корпорацией Shueisha. Первый из них вышел 6 января 2001 года, а последний — 4 октября 2004 года. Манга была издана в Северной Америке на английском языке компанией Viz Media. Выпуск был впервые анонсирован на ежегодном фестивале Comic-Con в Сан-Диего. Первый том был выпущен 8 марта 2008 года, а последний — 5 мая 2009 года. Компания Madman Entertainment опубликовала английское издание в Австралии и Новой Зеландии. Манга также лицензирована на национальных языках в Дании (компанией Glénat Benelux), Франции (Glénat), Италии (Star Comics), Германии (Carlsen Comics), а также в Китае — на упрощённом китайском (Chuang Yi) и традиционном китайском (Tong Li Publishing).

### Аниме
На основе манги студией «Gonzo» было снято аниме. Всего вышло 24 серии, каждая из которых длится 24 минуты. Аниме было снято режиссёром Сином Итагаки и транслировалось на японских каналах Animax и TBS с 7 октября 2005 по 31 марта 2006 года. Также имеется специальный эпизод, выпущенный 26 июля 2006 года. По хронологии он имеет номер 14,5.

## Персонажи
Трейн Хартнет (яп. トレイン ハートネット Торэйн Ха:тонэтто) — в детстве пережил шок: на его глазах были убиты отец и мать. Человек, взявший Трейна к себе, стал одновременно и учителем, и целью его жизни, но после его смерти Трейн снова остался один. За его безжалостность и способности был взят в «Кронос», где ему выдали пистолет «Гадес». Его напарником стал Крид, который симпатизировал ему и восхищался им. Позже Трейн познакомился с Саей, дружелюбной и весёлой девушкой, работающей чистильщиком. Её дружба сильно повлияла на Трейна, сделав его более подвижным, так сказать, сняв с него оковы. Без этих «оков» он обрёл своё мнение и решимость поступать так, как он хочет. Уйдя из «Хроноса», он теряет Саю. В битве с Кридом Сая умирает, и Трейн не успевает её спасти. Вне себя от злости Трейн сражается с Кридом и выигрывает битву, но сам попадает под взрыв, спасая 3 детей. Свен и Ева чудом его спасают, несмотря на 2 попытки убийства Трейна и Евы. Свен и Ева оставляют его у себя, чтобы он вылечился. В это время Трейн ведёт свою жизнь и, отходя от потери подруги, не хочет слышать ничего но, тем не менее, в самый последний момент он спасает Еву и выигрывает битву с Джеймсом — 11 номером «Кроноса». Он начинает вести жизнь «уличного кота», работающего чистильщиком вместе со Свеном и Евой, причём всегда спасая их. Со временем прошлое напоминает ему о себе в лице альянса чистильщиков, собранного 10 номером «Кроноса» ради отвлечения внимания и убийства Крида. Так или иначе Трейн встречается с Кридом в Санжелс-Сити и проигрывает там ему, чуть не умирая. Кёко, девушка, которой на вид 15 лет, влюбляется в Трейна, иногда досаждая ему. В конце концов Трейн сражается с Кридом и, благодаря помощи Саи, выбивает дурь из Крида, сделав его чистильщиком. Трейн не называет Еву по имени, а называет Принцессой. В конце спец-серии он спасает Еву, побеждая учителя, который встает в его сознании. В манге Трейн уже ходит с Свеном, а Ева к ним присоединяется, но характер его такой же дружелюбный, хотя, когда речь идёт о убийстве ни в чём не повинных людей, в нём начинает просыпаться Кот, который сам ушёл от «Кроноса», киллер, который безжалостен к жертвам. Трейн носит на груди тату с римской цифрой 13. Также есть его ученик, который сделал себе тату с 13 и какое-то время выдавал себя за него.
Свен Вольфид (яп. スヴェン ボルフィード Сувэн Боруфи:до) — вёл жизнь чистильщика, который рассчитывал на большие деньги за преступников, но, придя в один город, он терпит неудачи. Его фирменный преступник был убит на месте Трейном, но, как говорится, не все так плохо. Он встречает знаменитую воровку Ринслед Уолкер. Сначала он якобы спасает девушку, которую она назвала своей сестрой. Затем, выяснив правду, он узнает, кто такая Ева и что понадобилось Чёрному Коту от неё, но в тот же день он встречает её в парке, выясняя то, что она не оружие, а девочка, которую так воспитали. Он угощает её мороженым и теряет. Далее он спасает Еву, по обстоятельствам не убитую Котом. Он начинает прятать её, покупая книжки, чтобы Ева больше знала о мире. Благодаря её способностям, они вытаскивают Трейна из-под танка за несколько минут до взрыва. Про альянс чистильщиков он пытается молчать, но всё равно Трейн узнает о нём . Затем в главной битве он с Евой побеждают «апостолов», а в похищении Евы для её цели он одно из главных лиц, волнующееся за неё. Свен носит с собой чудо-чемоданчик, у которого много всяких штучек. Правый глаз прикрыт повязкой. Это связано с его прошлым, когда Свен ещё работал в Бюро международных расследований. Его прежний напарник был убит, спасая его. Он умел предсказывать будущее и передал эту способность его правому глазу. Тем не менее, этот глаз требует много энергии, и Свен использует исключительно в чрезвычайных ситуациях.
Ева (яп. イヴ Иву) — маленькая девочка, на вид ей 11—13 лет. Была рождена путём клонирования. В её тело внедрены наномашины, которые позволяют ей трансформировать его. С самого рождения её держали взаперти и воспитывали как оружие. Но выбравшись она встречает Свена, который угощает её мороженым. Она была целью Трейна, а позже и 11 номера, но под защитой Кота её вскоре оставили в покое. Ева — очень добрая девочка, немного замкнутая в себе. Её единственная подруга — Лейла, девочка которая живёт в заброшенном доме с детьми без родителей. Сама Ева любит читать книги, чтобы больше узнать о мире. Трейн называет её Принцессой и относится к ней, как к ребёнку.
Сая Минацуки (яп. ミナツキ サヤ Минацуки Сая) — весёлая и умная девушка. Любила носить кимоно, пить молоко и носиться по крышам. Дружила с Трэйном. Была убита Кридом, умирала у Трэйна на руках. В город, где жил Трэйн, она приезжала ради салюта на фестивале. Не боялась сильных людей, смело бралась за устранение опасных преступников. Работала чистильщиком, считая это правильным. По каким-то причинам Сая внешне очень похожа на Саки, девушку с гор, которая прячет младенца — будущего злого принца с плохой кармой.
Саки (яп. サキ Саки) — девушка, живущая в горах, пряча принца с единомышленниками. Внешне полностью схожа с Саей. Ведёт хозяйство и сражается с противниками. Она спасает Трейна в тумане и помогает ему восстановиться. Поёт такую же песенку, как и Сая. Появляется только в аниме.